# Ley de pases

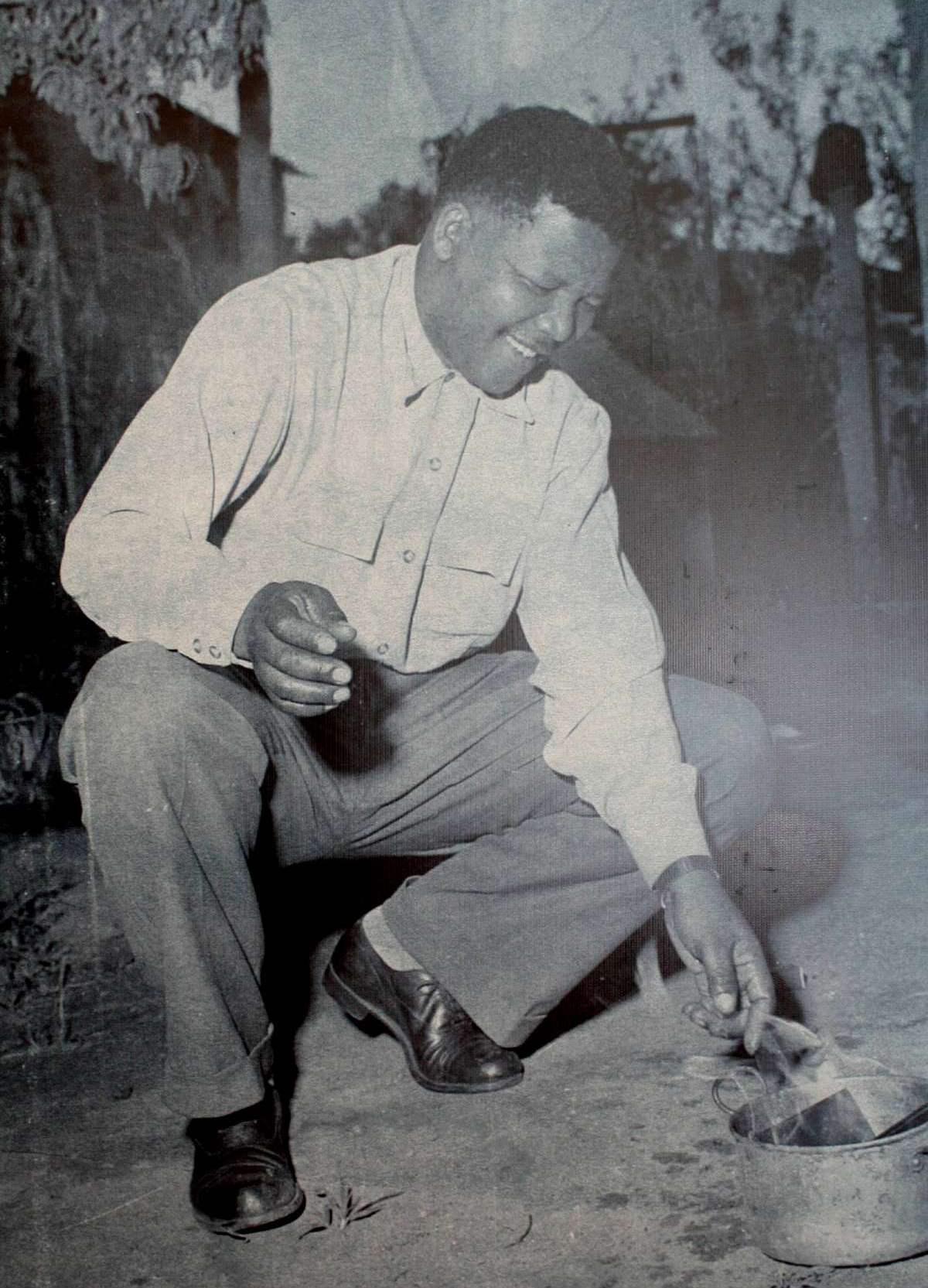
Nelson Mandela quemando el pase que todos los sudafricanos negros debían llevar bajo el régimen del apartheid

La ley de pases tuvo lugar en Sudáfrica y fue causa de la matanza de Sharpeville.
En la provincia de Transvaal, la policía abrió fuego contra una manifestación pacífica de ciudadanos que protestaban contra la llamada ley de pases. El resultado fue una de las peores matanzas de civiles perpetradas en el país.
La ley de pases era una de las medidas impuestas por el régimen racista blanco como parte de su política de apartheid (segregación racial). Según la misma, todos la gente de color estaban obligadas a llevar un documento que limitaba su acceso a las zonas reservadas a los blancos, en el que constaba anotado si tenía o no permiso para movilizarse fuera de su lugar de residencia.
Así, por ejemplo, a veces las familias quedaban separadas a causa de este sistema de pases, como en el caso de una persona de color que no podía visitar a su esposa que trabajaba en una zona blanca (generalmente como criada) porque los pases de visita solo se concedían a los trabajadores de esa zona.
La policía podía detenerles en cualquier sitio y exigirles el pase. El no llevarlo era un delito, por el cual se le arrestaba, juzgaba y condenaba a prisión.
La denominada Marcha de las mujeres realizada en 1956 expreso su oposición al sistema de pases. A lo que le siguió en 1960 la manifestación de Sharpeville, como parte de una campaña de desobediencia civil que pretendía obligar al gobierno a cambiar la ley.
Desde 1966, cada 21 de marzo se celebra el Día Internacional de la Eliminación de la Discriminación Racial, o lo que es lo mismo el Día Internacional contra el Racismo.